# پیورگولد
پیورگولد (انگلیسی: Puregold) شرکت خرده‌فروشی فیلیپینی است، که در سال ۱۹۹۸ تأسیس شد.